# Saint-Sauveur-de-Ginestoux
 Saint-Sauveur-de-Ginestoux  es una población y comuna francesa, situada en la región de Languedoc-Rosellón, departamento de Lozère, en el distrito de Mende y cantón de Châteauneuf-de-Randon.

## Demografía
| 167 | 136 | 115 | 93 | 81 | 68 |
| Para los censos de 1962 a 1999 la población legal corresponde a la población sin duplicidades (Fuente: INSEE [Consultar]) |     |     |    |    |    |